# Droites unies
Droites unies (en italien, Destre unite) est un mouvement politique italien, fondé en mars 2014 et réunissant des petits partis politiques de droite de tendance nationale-conservatrice.

## Historique
Droites unies se présentera sous son nouveau symbole, avec une flamme tricolore, lors des élections régionales du Piémont de 2014 et dans 26 autres chefs-lieux, le 25 mai 2014. 
Ce mouvement résulte du Mouvement pour l'Alliance nationale dont Adriana Poli Bortone est le porte-parole, et rassemble Francesco Storace, Roberto Menia et Luca Romagnoli. 